# Герб Свердловської області

Великий герб Свердловської області

Малий герб Свердловської області

Герб Свердловської області є символом Свердловської області, прийнято 6 травня 2005 року.

## Опис
Описи великого герба Свердловської області й малого герба Свердловської області:
- Великий герб Свердловської області — червлений щит зі срібним здибленим соболем, що тримає передніми лапами золоту стрілу, покладену в стовп оперенням нагору. Щит увінчано золотою імператорською короною. Щит підтримують золоті грифони, що тримають поставлені в стовп по сторонах щита прапори в колір прапора Свердловської області із золотими ратищами, бахромою, верхівками й підтоками, що коштують на підніжжі із золотих кедрових галузей, перевитих червленою стрічкою із золотою облямівкою, на якій срібними літерами написано девіз «Опорный край державы».
- Малий герб Свердловської області — червлений щит зі срібним здибленим соболем, що тримає передніми лапами золоту стрілу, покладену в стовп оперенням нагору. Щит увінчано золотою імператорською короною.